# Santuario de San Miguel Arcángel (Monte Sant'Angelo)

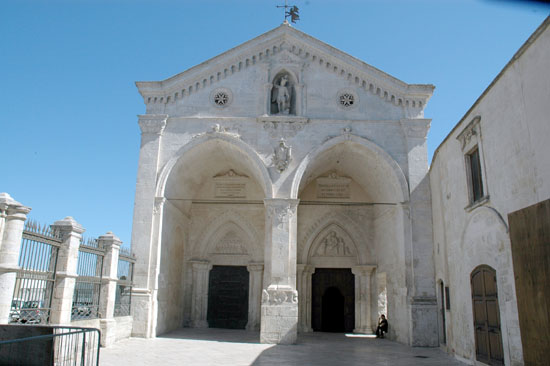
Portada de la iglesia

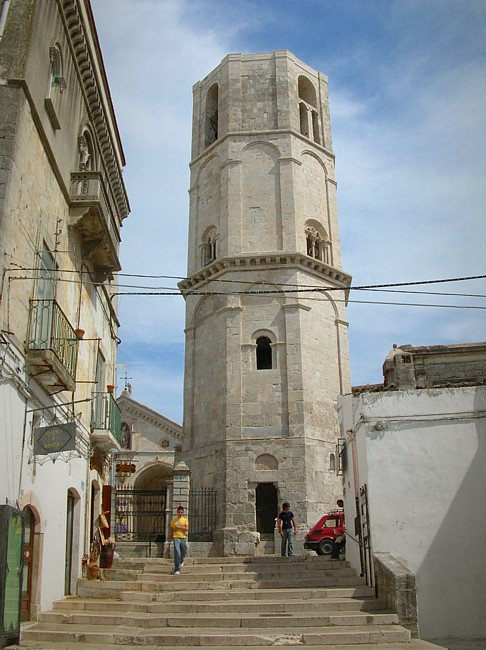
La torre octogonal (campanile) del Santuario de San Michele Arcangelo.

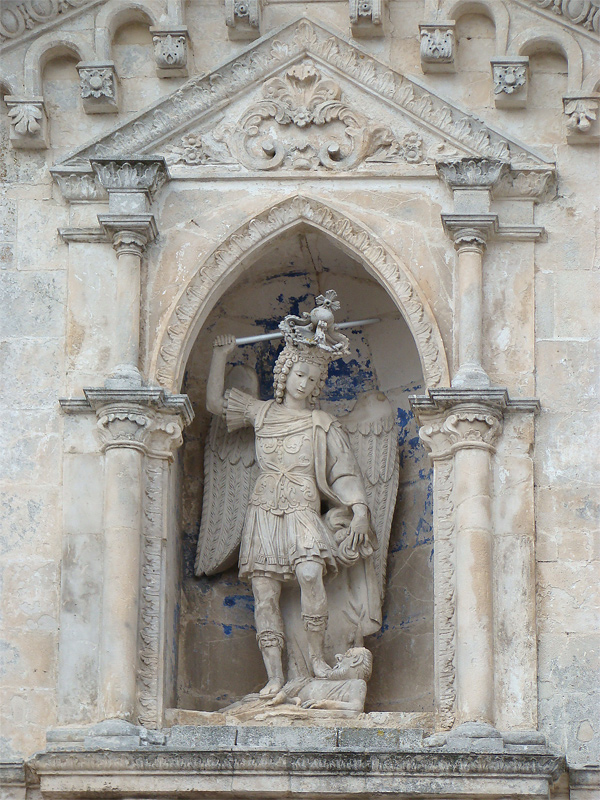
Estatua de San Miguel mirando desde arriba la entrada del Santuario.

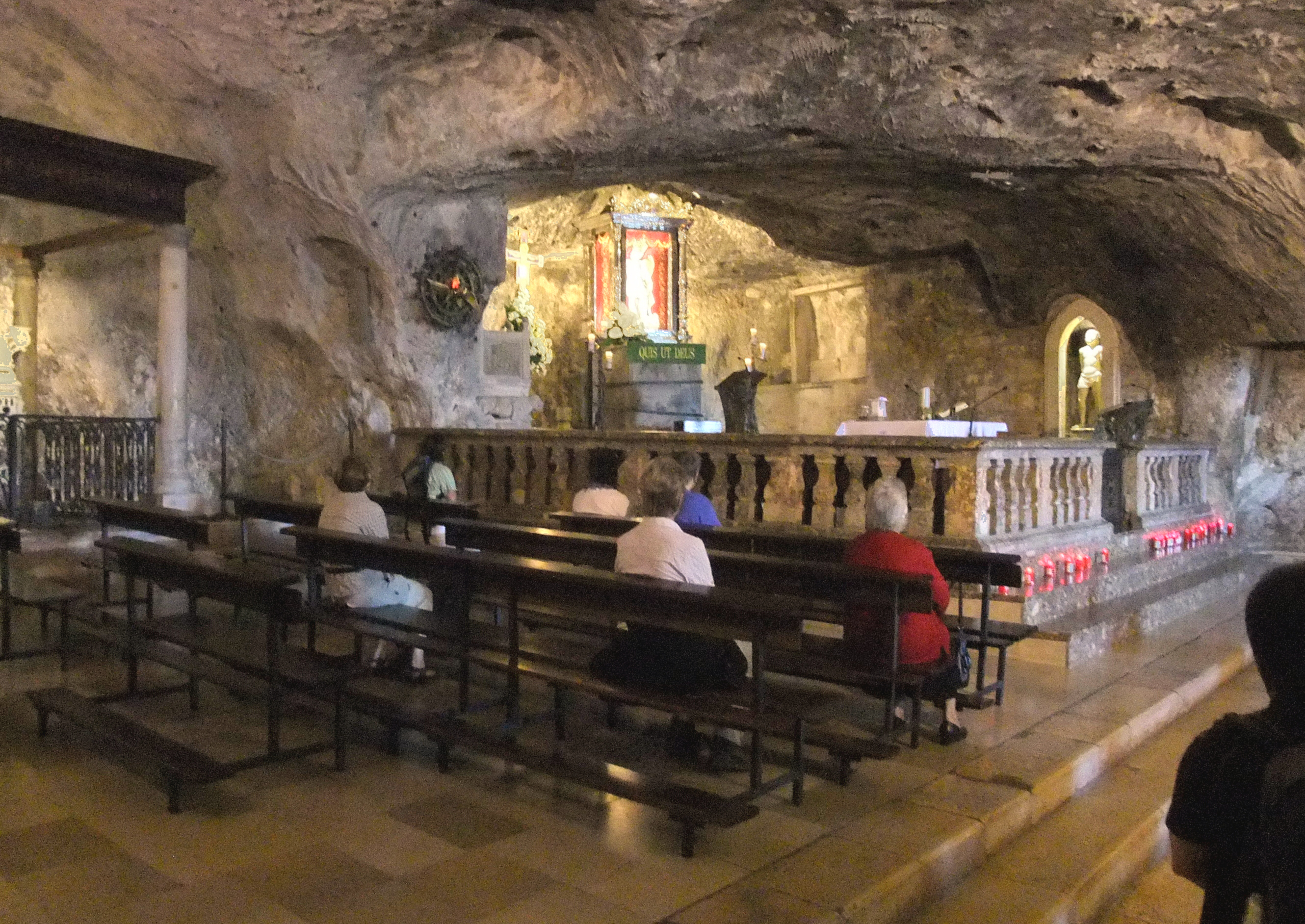
Interior de la basílica

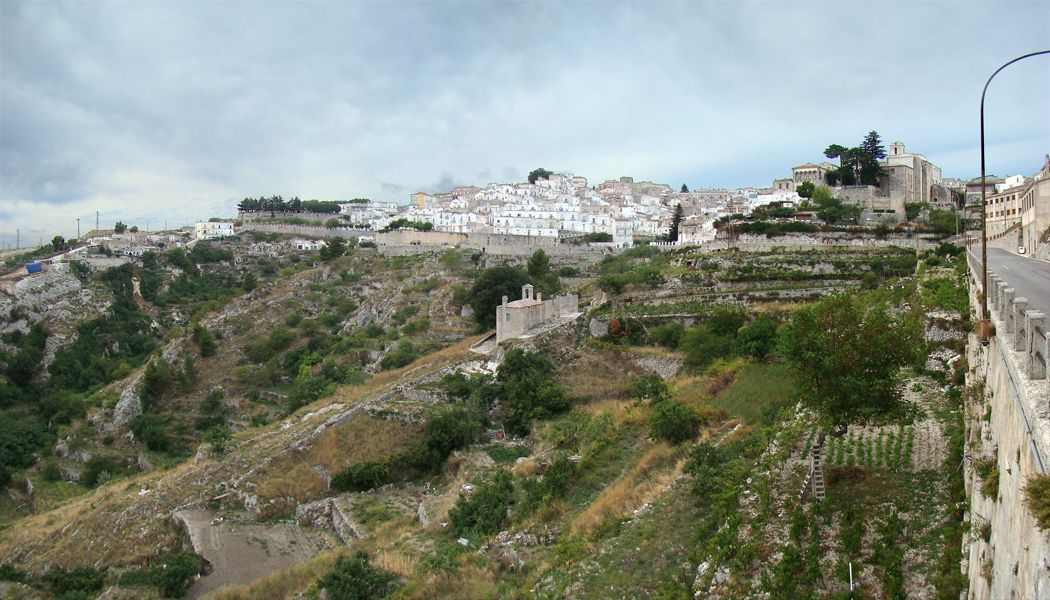
Vista del pueblo, en cuya cima está el santuario

El santuario de San Miguel Arcángel (en italiano: Santuario di San Michele Arcangelo), a veces llamado simplemente santuario Monte Gargano, es un pequeño santuario católico italiano de origen altomedieval erigido en el Gargano, un importante promontorio sobre el mar Adriático que forma la «espuela» de la «bota» de la península itálica. Dio origen y nombre a la comuna de Monte Sant'Angelo, que hoy pertenece a la provincia de Foggia, en el norte de la región de Apulia.
Es el santuario dedicado al arcángel Miguel más antiguo de Europa occidental y ha sido lugar de peregrinaje importante desde principios de la Edad Media. El sitio histórico y sus alrededores están protegidos por el Parco Nazionale del Gargano.
En 2011, fue declarado Patrimonio de la Humanidad como parte del grupo de siete bienes inscritos como Centros de poder de los longobardos en Italia (568-774 d. C.) (ref. 1318-007).
El lugar está alineado con otros conocidos lugares de culto micaelico, cinco lugares sagrados que se encuentran distanciados entre sí unos 1000 km en una línea recta, que prolongada, a vuelo de pájaro (después de aproximadamente 2000 km), llega a Jerusalén. Son, empezando en el noroeste: Skellig Michael, en Irlanda; St Michael's Mount, en Cornualles; Mont-Saint-Michel, en Normandía; la Sacra di San Michele, en la entrada del valle de Susa, en el Piamonte (cerca de Turín); y este santuario en el Gargano.

## Historia legendaria
El relato más antiguo del mito fundacional del santuario es un texto hagiográfico latino compuesto conocido como Liber de apparitione Sancti Michaelis in Monte Gargano (Bibliotheca Hagiographica Latina 5948).
Hay tres secciones de la leyenda registrando tres apariciones del arcángel Miguel: las secciones primera y tercera parecen ser parte de la misma narrativa, mientas la segunda es posiblemente el relato de una batalla medio siglo después. De acuerdo a la primera y última parte de la leyenda, alrededor del año 490 el arcángel Miguel se apareció varias veces al obispo de Siponto cerca de una cueva en las montañas, instruyendo que la cueva fuera dedicada al culto cristiano y prometiendo la protección del cercano pueblo de Siponto de invasores paganos.
La segunda sección del texto describe la intercesión del arcángel Miguel en nombre de los sipontanos y beneventanos contra los invasores napolitanos paganos. En la víspera de la batalla, el arcángel aparece con una espada llameante en la cima de la montaña; los sipontanos y beneventanos salen victoriosos. Giorgio Otranto identifica esta batalla como aquella registrada en el Libro 4 de Historia gentis Langobardorum de Pablo el Diácono, el cual describe la defensa de Monte Gargano contra 'griegos' no identificados —muy probablemente griegos bizantinos— por parte del lombardo duque de Benevento, Grimoaldo I, el 8 de mayo de 663.
En conmemoración de esta victoria, la iglesia de Siponto instituyó una fiesta especial el 8 de mayo honrando al Arcángel, la cual se difundió a lo largo de la Iglesia católica durante el siglo IX. Desde tiempos de Pío V ha sido formalizada como Apparitio S. Michaelis, aunque originalmente no conmemoraba la aparición, sino la victoria de los católicos lombardos sobre los ortodoxos griegos.
El papa Gelasio I (que reinó en 492-496) ordenó que fuera erigida una basílica circundando el espacio. La basilica di San Giovanni in Tumba es el lugar de descanso final del rey lombardo Rotario (que murió en 652); la designación «tumba» es ahora aplicada a la cúpula en trompa.

## Historia del santuario

### Primitivo templo pagano y época prelongobarda
Teniendo en cuenta el singular lugar en que se encontraba la enorme y curiosa gruta de piedra caliza, tuvo que haber sido ya en tiempos de griegos y romanos un lugar de culto. El historiador Estrabón, probablemente refiriéndose a él, habló de un templo dedicado al héroe Calcante,  sacerdote de Apolo, divinidad que probablemente también fuera adorada en el lugar.
El origen del Santuario se estima fue entre finales del siglo V y principios del siglo VI, cuando el entonces obispo de Siponto, Lorenzo Maiorano, que intentaba eliminar el culto pagano entre los habitantes del Gargano, se apoyó en los acontecimientos milagrosos que dieron origen al culto del arcángel en el promontorio, como demuestra el Liber de apparitione Sancti Michaelis.
El Gargano, gracias a la fama adquirida por estas apariciones, fue celosamente custodiado por los bizantinos que mantenían el dominio de todas las regiones costeras del Adriático, en particular, las más cercanas a ellos, es decir, Apulia.  En esta fase, el santuario era muy diferente de la forma en que aparece en la actualidad: se accedía a la inmensa caverna cuesta arriba, desde el valle llamado Carbonara, a través de un porche y una galería, literalmente, sobresaliendo en la irregular y profunda cueva. San Miguel, en esa época, era venerado como sanador de enfermedades y el que presentaba las almas de los difuntos al trono divino. Era famosa la llamada «stilla» (caída): un agua milagrosa que, según los relatos, rezumaba de las rocas de la cueva, y sanaba todo tipo de males.

### Época lombarda
Después de la Guerra Gótica (535-554), Bizancio carecía del poder necesario para mantener sus posesiones en la península itálica y los lombardos conquistaron exitosamente el sur a finales del siglo VI. Grimoaldo I controló el área como duque de Benevento en 647-662; cuando se convirtió en rey de los lombardos en 662 legó la región a su hijo, Romualdo I, quien renovó el santuario y fomentó su uso como lugar de peregrinaje.
El Santuario, entre los siglos VI y VII, estuvo fuertemente ligado a la historia de los lombardos, convirtiéndose en su santuario nacional ya que vieron en el Arcángel la figura ideal del dios patrón guerrero. La basílica fue objeto de grandes obras de reestructuración y ampliación que embellecieron el lugar. El santuario fue inserto en un circuito de peregrinaciones y se convirtió en destino para muchos fieles llegados incluso desde las regiones más septentrionales de Europa, como muestran las diversas inscripciones en las paredes de las entradas, algunas incluso con un cierto carácter rúnico.

### Edad medieval
Entre finales del siglo IX y principios del siglo X, hay constancia de varios ataques de los sarracenos, siendo el más grave el del año 869, que probablemente dañó seriamente el Santuario.  El emperador Luis II el Joven (825-875) intervino poco después para responder a la petición de Aione, arzobispo de Benevento —del que dependía la basílica— de medios para restaurar las ruinas de la «Iglesia angelical». Fue en este momento cuando se realizó la decoración al fresco de las paredes, arcos y pilares de la escalera monumental que conduce al altar de las Impronte (huellas).  Pero más tarde, entre los siglos X y XI, el santuario cayó de nuevo bajo el dominio bizantino (la segunda helenización).
Los primeros normandos llegaron a Italia pronto, empujaron hacia el Gargano y aquí formaron una alianza con el condottiero Melo da Bari para rechazar a los bizantinos de Apulia.  Comenzó así, el período normando durante el cual la ciudad de Monte Sant'Angelo recibió un privilegio singular: se le llamó «Signoria del honor» y disfrutó de un sinnúmero de títulos y esenciones.  Casi con toda seguridad, a mediados del siglo XI, bajo los auspicios de Roberto Guiscardo, se hizo una reestructuración más amplia y se reorganizó la «Chiesa Grotta» (Iglesia Gruta).
Muchos indicios autorizan a imaginar una edificación similar a la actual en la que colocar la entrada monumental, las puertas de bronce y, tal vez, los muebles de mármol. Mientras tanto, la localidad creció y se amplió, reforzada también por la elevada posición de importancia estratégica. El emperador Federico II de Suabia (1194–1250) estuvo a menudo viviendo en Gargano con su suntuosa corte.  La leyenda cuenta que en el imponente castillo de Monte Sant'Angelo el «Puer Apuliae» habría generado en 1232 a Manfredo de Sicilia con su entonces amante, la noble italiana Bianca Lancia (con la que se habría casado in articulo mortis). Sin embargo, Federico no desdeñó saquear el santuario aunque luego se arrepintió, y donó un relicario con un trozo de la Santa Cruz que había adquirido en la cruzada en Tierra Santa.

#### Dominio angevino
Entre la segunda mitad del siglo XIII y las primeras décadas del XIVs,  el complejo de San Miguel se sometió a una obra imponente de transformación promovida y construida por los reyes de Anjou, que tenían el Santuario bajo su protección especial.  Por voluntad de Carlos I de Anjou la conexión entre la cueva y la localidad de Monte Sant'Angelo, dominado por el conjunto de edificios alrededor de Santa María la Mayor, se facilitó mediante la ampliación y prolongación de los pocos tramos de escaleras existentes. Fue también el responsable de la presente disposición del santuario (con una valiente intervención que redujo a la mitad la gruta, dejando bajo tierra las antiguas entradas bizantino-lombardas) y del acceso cuesta abajo desde el lado sur, a través de una amplia escalera marcada por grandes arcos laterales. Encargó asimismo la gran nave, dividida en tres tramos, adosada a la Gruta, en cuyo ábside está el altar barroco de finales del siglo XVII.
Carlos I también fue responsable de la construcción, iniciada en 1274, del gran campanile, levantado gracias a la conquista del sur de Italia, diseñado por los arquitectos Giordano y Maraldo de Monte Sant'Angelo, y que recuerda extraordinariamente a las torres del Castillo del Monte federicano.  Los sucesores de Carlos I procedieron a completar las obras ya iniciadas. En la basílica fue bautizado rey de Nápoles Carlos III de Durazzo, que había nacido en el castillo de Monte Sant'Angelo.

### Edad Moderna
Durante el siglo XVII la ciudad de Monte Sant'Angelo se convirtió en el centro más importante del Gargano. El santuario experimentó una afluencia cada vez mayor de fieles y devotos de todos los estratos sociales. La plaza frente a la entrada de la basílica, que a lo largo de los siglos se había poblado de edificios,  tomó el nombre de «atrio de la columna», por la presencia de una columna en cuya cima había una estatua de San Miguel.  Esta estatua fue removida durante la reordenación de la plaza, en 1865, después de lo cual se levantó la fachada de dos arcos, el de la izquierda una remoción en estilo del original.
En 1872 la Basílica fue finalmente reconocida como capilla palatina, es decir, que dependía directamente de la autoridad real, y sus sacerdotes tuvieron el título de «capellanes de la Casa Real» hasta el Concordato de 1929.
De 1970 a 1996, el santuario fue oficiado por monjes benedictinos y desde el 13 de julio de 1996 el cuidado pastoral corresponde a la Congregación de San Miguel Arcángel, a quien se debe, en 1999, la construcción de la capilla penitencial que alberga elementos de la antigua roca sobre la que se levanta un hermoso crucifijo de madera del siglo XIV-XV.
En lo que comúnmente se conoce como «Celeste Basilica», ya que no fue consagrada por los hombres sino por el arcángel, por decreto oficial de la Iglesia se ha concedido «para siempre» el privilegio del perdón« angélico».  Desde 1997, de hecho, los visitantes confesados y comulgados adquieren una indulgencia plenaria recitando el Padre Nuestro y el Credo, y rezando por el Papa.

## Arquitectura
El complejo de edificios consiste en el Baptisterio de San Juan en Tumba (Battistero di San Giovanni in Tumba), dañado en 1942, y la iglesia de Santa María la Mayor. El baptisterio presenta un piso rectangular sobre el cual descansa un octógono que sostiene una sección elíptica y un tambor alto que sostiene la cúpula. La iglesia, reconstruida en el siglo XI por el arzobispo León Garganico (1023–1050?), se yergue sobre los restos de una antigua necrópolis y fue reestructurada en el siglo XII bajo el gobierno de Constanza I de Sicilia. Unos pocos restos atestiguan aun su decoración al fresco del siglo IX que una vez fue rica.
El Castello fue ampliado por los normandos sobre una residencia de Orso, obispo de Benevento, para proveer una sede apropiada para el Honor Montis Sancti Angeli, posteriormente modificada por Federico II. El campanile, masivo y octogonal, fue construido a finales del siglo XIII por Federico II como torre de vigilancia. Fue convertida en campanario por Carlos I de Anjou.
Detrás de un patio delantero el santuario presenta un pórtico con dos arcos góticos: el derecho, de 1395, del arquitecto local Simone; el izquierdo, una reconstrucción de 1865. Desde el pórtico unos escalones bajan hacia la nave baja arqueada. Puede accederse a la caverna desde un portal románico, llamado el Portale del Toro [Portal del toro]: las puertas, de bronce, fueron hechas en Constantinopla en 1076, donación de un noble amalfitano. Están divididas en 24 paneles representando episodios de ángeles del Antiguo y Nuevo Testamento.
La caverna arcaica que se abre a la izquierda, con su pozo sagrado, está lleno de ofrendas votivas, especialmente el trono de obispo en mármol sostenido sobre leones agachados. Entre los objetos ex voto hay una estatua del Arcángel de Andrea Sansovino.

## Peregrinajes
Monte Sant'Angelo fue un lugar de peregrinaje popular en el camino a Jerusalén; los peregrinos viajaban desde tan lejos como las islas británicas para visitar la  «Basílica Celestial». Entre los peregrinos que visitaron el santuario de San Miguel hubo muchos papas (Gelasio I, León IX, Urbano II, Alejandro III, Gregorio X, Celestino V, Juan XXIII como cardenal, Juan Pablo II), santos (Brígida de Suecia, Bernardo de Claraval, Tomás de Aquino), emperadores, reyes y príncipes (Luis II de Italia, Otto III, Enrique II, Matilda de Toscana, Carlos I de Nápoles, Fernando II de Aragón). Francisco de Asís también visitó el Santuario, pero, sintiéndose indigno de entrar a la gruta, se detuvo en oración y meditación a la entrada, besó una piedra y grabó en ella el signo de la cruz en forma de "T" (tau).

## Galería de imágenes

El alineamiento micaélico
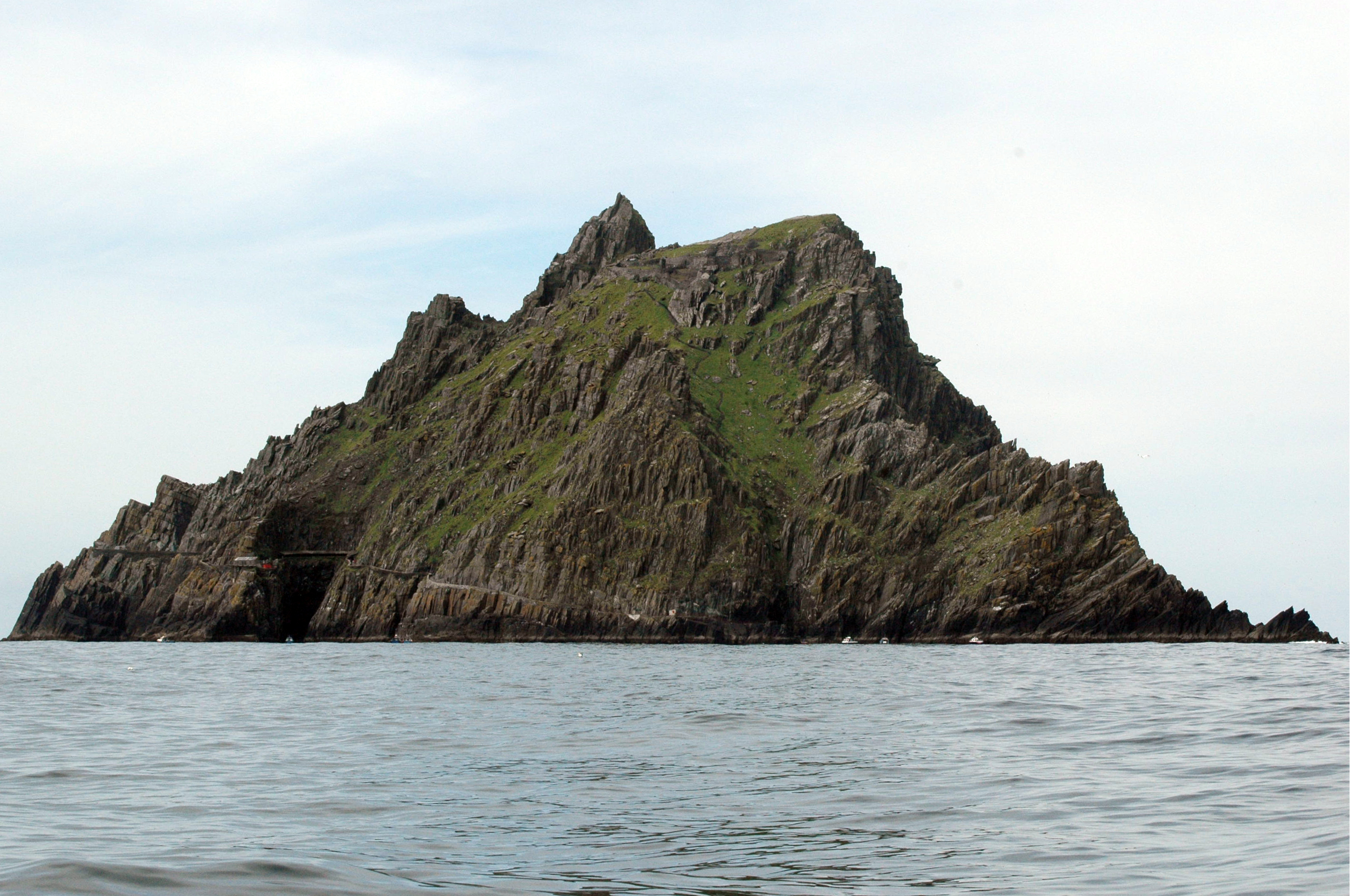
Skellig Michael, en Irlanda
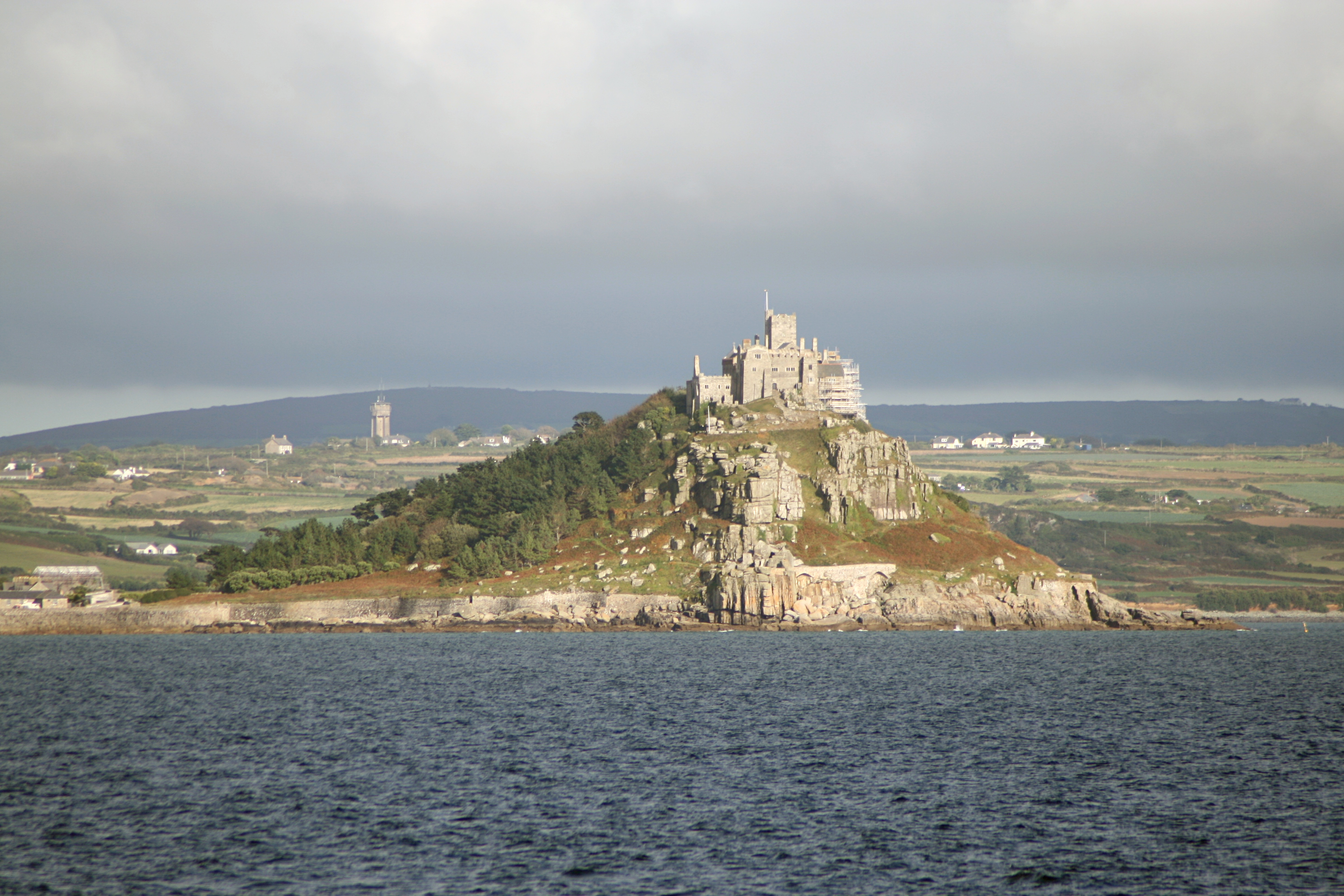
St Michael's Mount, en Cornualles, Reino Unido
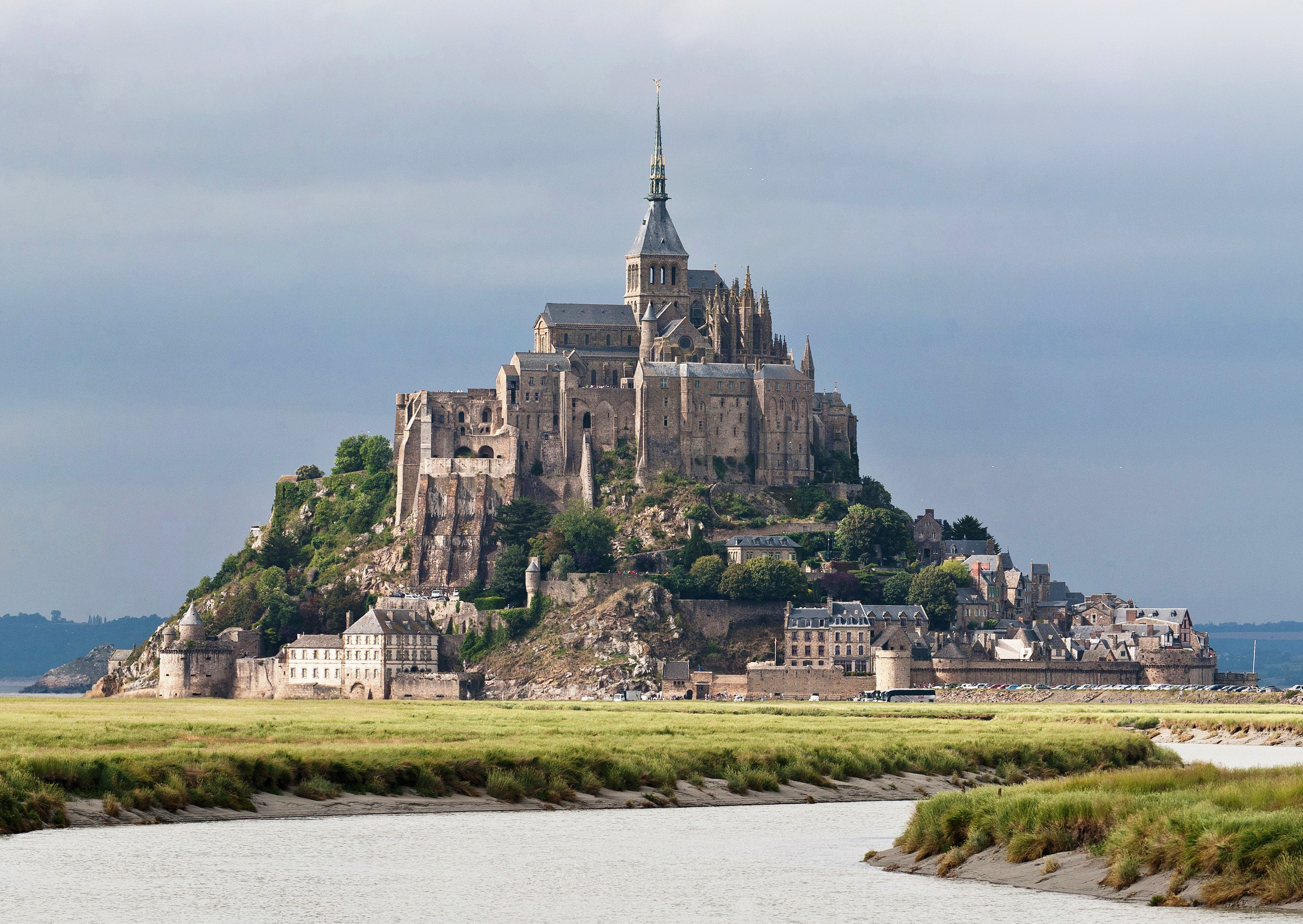
Mont-Saint-Michel, en Normandía
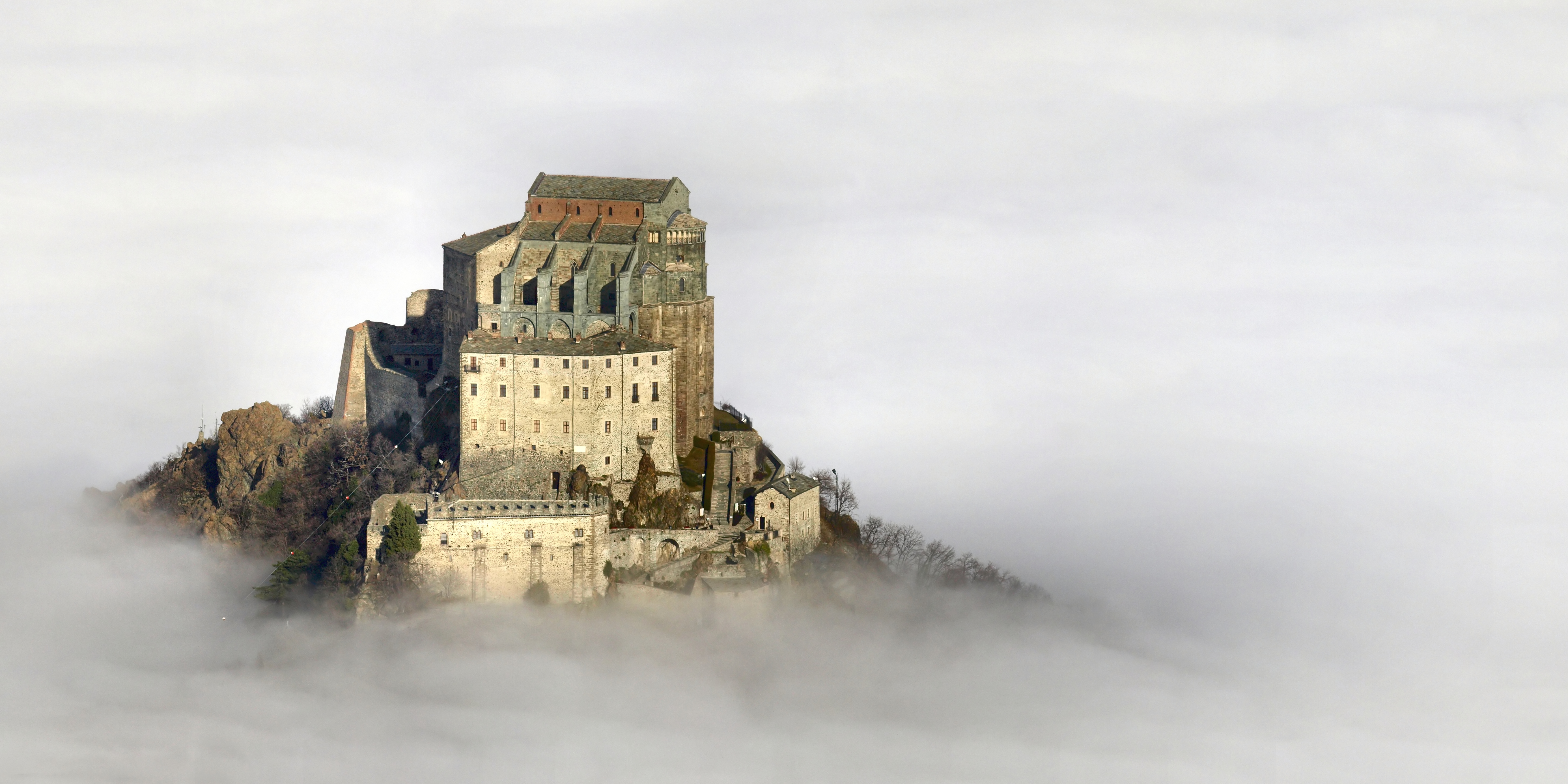
la Sacra di San Michele, en el valle de Susa, Italia
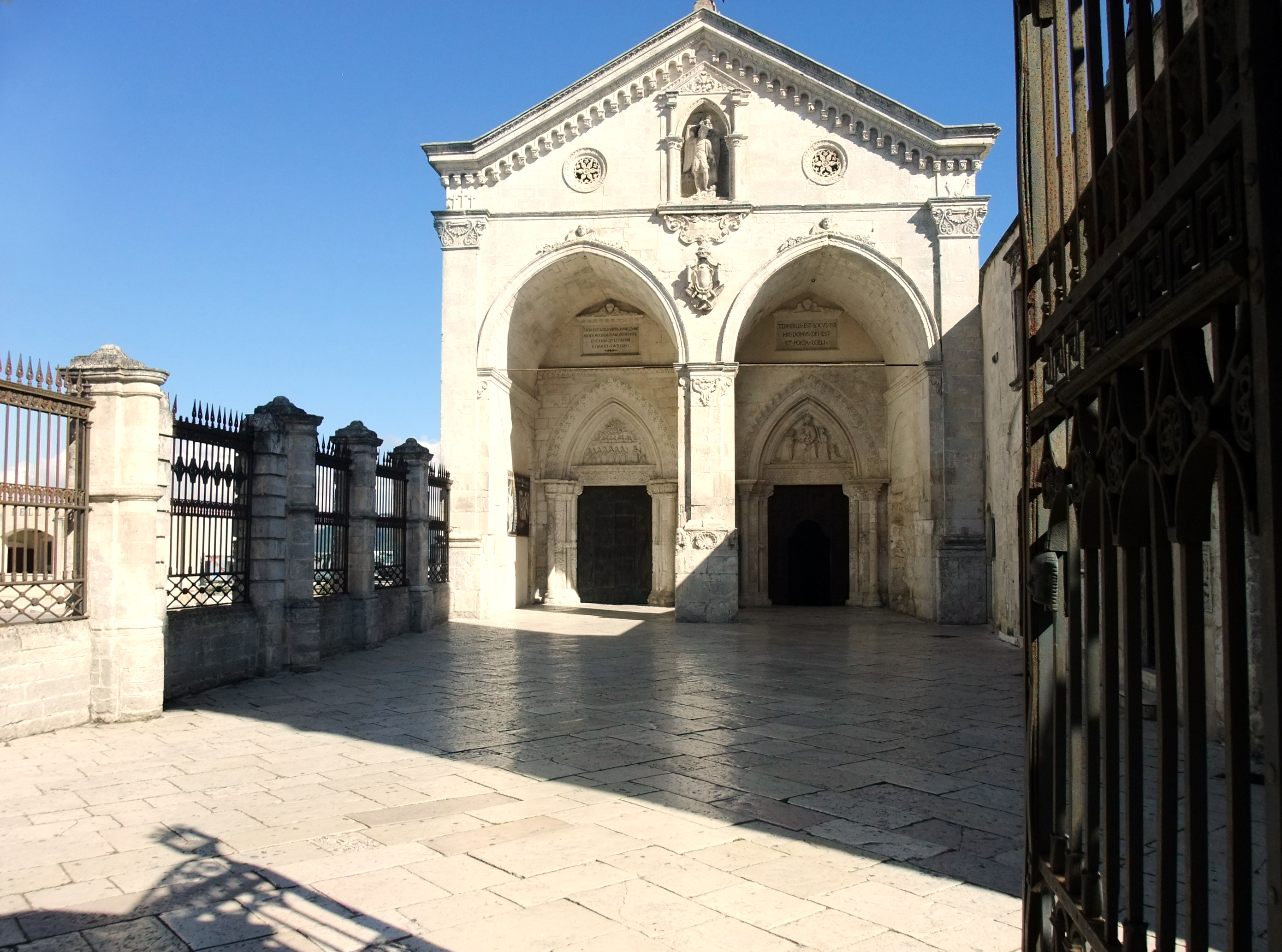
Monte Sant'Angelo en el Gargano, Italia